# Армстронг Тауншип (округ Індіана, Пенсільванія)
Армстронг Тауншип (англ. Armstrong Township) — селище (англ. township) в США, в окрузі Індіана штату Пенсільванія. Населення — 2761 особа (2020).

## Демографія
Згідно з переписом 2010 року, у селищі мешкало 2998 осіб у 1210 домогосподарствах у складі 874 родин. Було 1306 помешкань
Расовий склад населення:
| - 98,5 % — білих - 0,5 % — азіатів - 0,3 % — чорних або афроамериканців - 0,1 % — корінних американців |

До двох чи більше рас належало 0,6 %. Частка іспаномовних становила 0,1 % від усіх жителів.
За віковим діапазоном населення розподілялося таким чином: 20,1 % — особи молодші 18 років, 64,9 % — особи у віці 18—64 років, 15,0 % — особи у віці 65 років та старші. Медіана віку мешканця становила 45,7 року. На 100 осіб жіночої статі у селищі припадало 98,0 чоловіків;  на 100 жінок у віці від 18 років та старших — 99,3 чоловіків також старших 18 років.
Середній дохід на одне домашнє господарство  становив 98 868 доларів США (медіана — 61 688), а середній дохід на одну сім'ю — 113 614 долари (медіана — 80 060). Медіана доходів становила 55 121 долар для чоловіків та 27 284 долари для жінок. За межею бідності перебувало 5,9 % осіб, у тому числі 16,2 % дітей у віці до 18 років та 0,0 % осіб у віці 65 років та старших.
Цивільне працевлаштоване населення становило 1427 осіб. Основні галузі зайнятості: освіта, охорона здоров'я та соціальна допомога — 39,7 %, роздрібна торгівля — 12,0 %, науковці, спеціалісти, менеджери — 8,3 %, мистецтво, розваги та відпочинок — 6,5 %.